# Катеринівка (Мантуровський район)
Катеринівка (рос. Екатериновка) — присілок в Мантуровському районі Курської області Російської Федерації.
Населення становить 80 осіб. Входить до складу муніципального утворення Останинська сільрада.

## Історія
Населений пункт розташований на території українського етнічного та культурного краю Східна Слобожанщина.
Від 2004 року входить до складу муніципального утворення Останинська сільрада.

## Населення
| 2002 | 2010 |
| ---- | ---- |
| 128  | ↘80  |